# Hyoscyamus pusillus
Hyoscyamus pusillus är en potatisväxtart som beskrevs av Carl von Linné. Hyoscyamus pusillus ingår i släktet bolmörter, och familjen potatisväxter. Inga underarter finns listade i Catalogue of Life.

## Bildgalleri

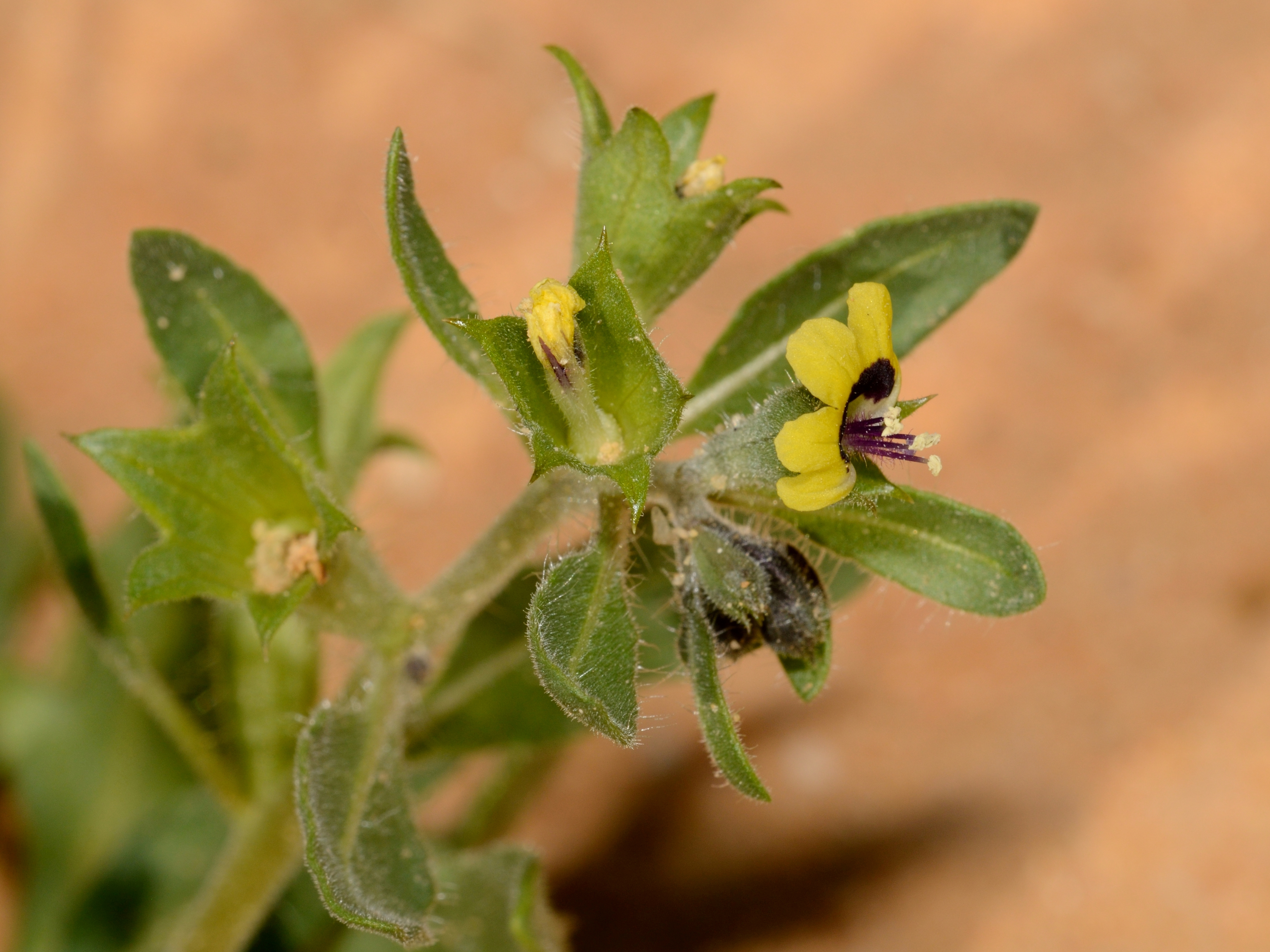